# Nova história política
A nova história política é uma abordagem historiográfica que se concentra na compreensão dos fenômenos políticos ao longo do tempo, abrangendo uma diversidade de atores sociais, práticas e discursos. A nova história política investiga como as relações de poder se constroem e se transformam, levando em consideração fatores sociais, culturais, econômicos e ideológicos, dando destaque às perspectivas das pessoas comuns e grupos marginalizados. Além disso, essa abordagem estuda questões globais, como segurança econômica, violência política e terrorismo, bem como a influência de organizações não governamentais, relações transnacionais e a globalização nas políticas de migração. A nova história política representa uma perspectiva renovada da história política tradicional, pois analisa as práticas simbólicas e discursivas da política, indo além das estruturas institucionais tradicionais. Desse modo, busca ampliar a compreensão do campo da política, explorando tópicos como o comportamento dos eleitores, grupos de pressão, intelectuais, opinião pública, partidos políticos e mídia, por exemplo.

O punho erguido é um símbolo muito utilizado em manifestações políticas representando resistência e unidade. Nas últimas décadas, se tornou marca da luta antirracista.

O século XIX presenciou o auge da história política tradicional, caracterizada pelo paradigma positivista que visava a busca pela verdade histórica através da análise objetiva das fontes documentais. A história política tradicional tinha como foco narrativas lineares que tratavam das elites políticas e dos Estados nacionais. No entanto, a partir do início do século XX, a história política tradicional foi alvo de críticas devido à sua natureza elitista e reducionista dos fenômenos analisados. Esse período marcou o início de uma transição da historiografia política em direção à abordagens mais abrangentes no estudo dos fenômenos políticos. Assim, a nova história política surge na segunda metade do século XX como uma resposta às limitações metodológicas da história política tradicional.
A nova história política surgiu em meio a um amplo movimento de desenvolvimento de outros campos do conhecimento, como ciência política e sociologia por exemplo, e por isso passou a abordar de forma inovadora a análise dos fenômenos históricos vinculados à política, considerando uma grande variedade de atores sociais por meio de uma abordagem interdisciplinar. Expandindo a análise das relações de poder para além das instituições formais e atuação das elites políticas, a nova história política foi influenciada por teóricos como Antônio Gramsci, Pierre Bourdieu e Michel Foucault, incluindo no seu escopo de análise os aspectos informais de manifestação do poder no cotidiano e na cultura, destacando as complexas relações de dominação e resistência para ampliação de fontes e perspectivas, algo que possibilitou a compreensão mais profunda das dinâmicas políticas em sociedade.
O processo de surgimento da nova história política se destacou pela heterogeneidade geográfica e epistemológica, pois nos Estados Unidos por exemplo, os primeiros autores publicaram na década de 1970, e somente a partir de 1990, o campo ganhou fôlego ao produzir obras enfocando a participação política de grupos historicamente excluídos, como mulheres e afro-americanos. Na França, observamos que a nova história política emergiu na década de 1970 por influência da Escola do Annales, expandindo o estudo dos fenômenos políticos para os aspectos culturais e simbólicos. Já na Alemanha, o processo de surgimento vem desde a década de 1960, com forte ênfase em aspectos da política vinculados à ideias, valores e política simbólica.

## Definição
A nova história política é uma abordagem historiográfica que se dedica à compreensão do poder político e suas manifestações, incluindo atores, práticas e discursos ao longo do tempo. Examina a construção e transformação das relações de poder, considerando fatores sociais, culturais, econômicos e ideológicos, valorizando as perspectivas das pessoas comuns e grupos marginalizados.

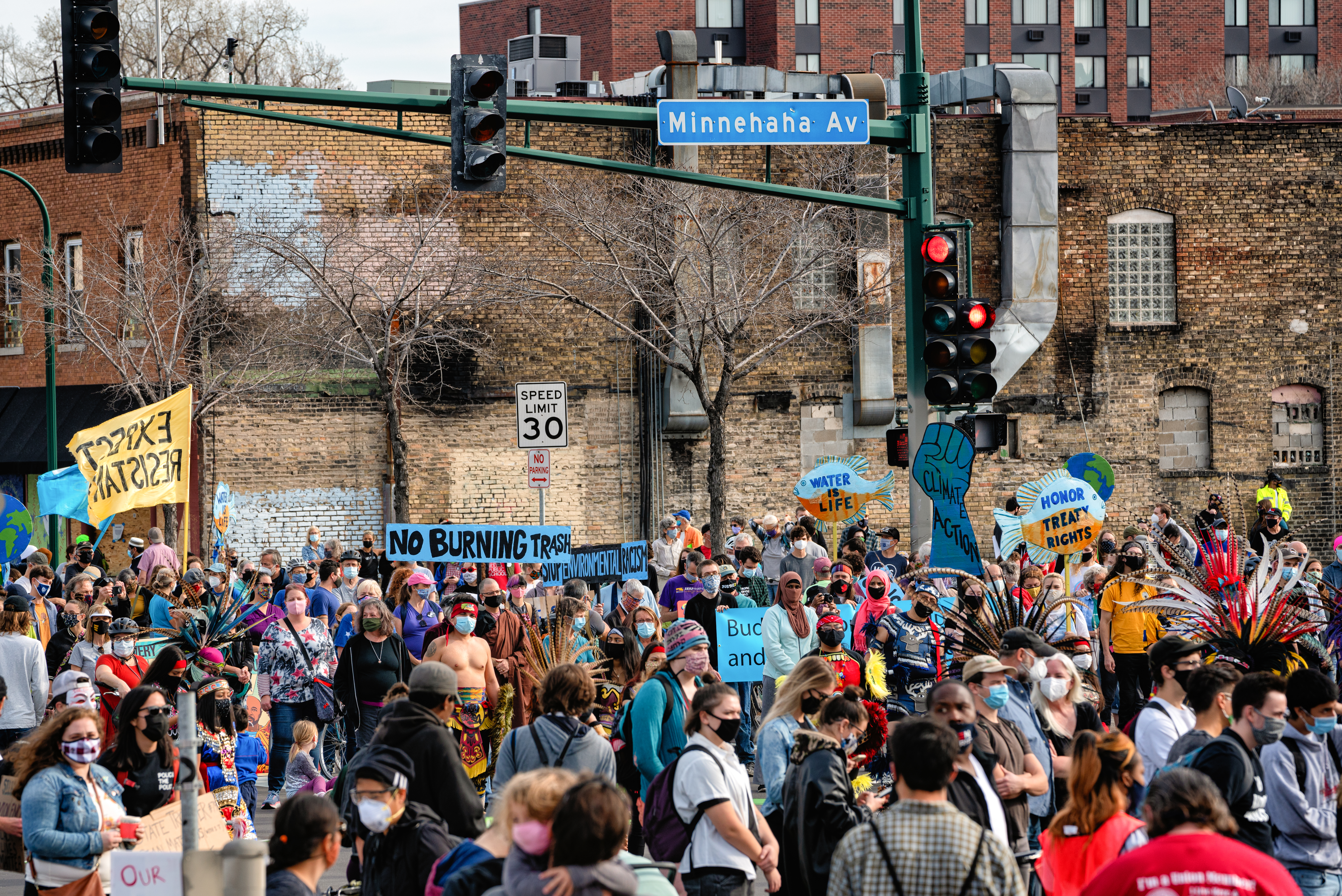
Comício realizado na cidade de Minneapolis, logo após a eleição de Joe Biden para presidente dos Estados Unidos em 7 de novembro de 2020 no contexto de protestos pelo assassinato de George Floyd. A nova história política se dedica a compreender os fenômenos políticos reconhecendo as perspectivas de pessoas comuns e grupos sociais historicamente excluídos.

Enquanto campo de estudo, a nova história política também explora questões globais de segurança, incluindo violência política, terrorismo e segurança econômica. Analisa a influência das organizações não governamentais, relações transnacionais na negociação de ideias e os impactos da globalização nas políticas de migração. Destaca a importância da supranacionalidade na história contemporânea, promovendo abordagens historiográficas comparativas para compreensão de questões políticas complexas.
Essa abordagem inovadora da história política analisa as práticas simbólicas e discursivas da política, ultrapassando as estruturas institucionais tradicionais. Originada no final do século XX, integra estudos culturais e da história intelectual, situando os estudos políticos não mais como um campo autônomo da historiografia, mas sim uma dimensão emergente e inseparável das demais.
Desse modo, a nova história política é uma abordagem que tem como objetivo a ampliação da compreensão sobre a política enquanto dimensão da experiência humana, indo além da visão tradicional que se concentra nas elites e no Estado. Para isso, ela explora tópicos como o comportamento dos eleitores, a influência dos grupos de pressão, a opinião pública, as relações internacionais, entre outros aspetos. A nova história política também se apoia na utilização de teorias e métodos interdisciplinares, incorporando suas ideias e perspectivas para apurar a análise histórica, valorizando a cultura política, que compreende as normas, valores, atitudes, crenças e conceitos compartilhados por distintos grupos políticos. A nova história política procura uma compreensão mais completa e sofisticada dos fenômenos políticos, considerando tanto as estruturas e instituições políticas quantos as suas práticas, comportamentos e representações culturais.

## Contexto intelectual de surgimento
O surgimento da nova história política ocorreu na segunda metade do século XX como uma resposta às limitações da história política tradicional, tais como o grande enfoque da análise historiográfica na atuação de lideranças políticas e instituições de Estado. A nova história política buscou ampliar os horizontes da pesquisa histórica voltada aos fenômenos políticos, incorporando abordagens interdisciplinares e levando em consideração uma grande variedade de atores sociais.
Esse processo variou conforme o contexto intelectual de produção histórica. No caso da história política dos Estados Unidos, a nova história política começou a surgir na década de 1970, porém ganhou um impulso significativo a partir da década de 1990. Esse impulso foi desencadeado por uma série de debates sobre a participação política das mulheres, população negra, movimentos sociais, vinculados aos interesse pelo estudo de aspectos como identidade política e cultura política. Entre os autores mais influentes nesse contexto, podemos citar Allan G. Bogue, Jeffrey L. Pasley, Andrew W. Robertson e David Waldstreicher, reconhecidos por sua contribuição para a ampliação das abordagens e temas explorados no campo da nova história política. O livro Beyound the Founders: New Approaches to the Political History of the Early American Republic é um exemplo de uma importante obra que trouxe novas perspectivas e enfoques para o campo da nova história política nos Estados Unidos, pois explorou temas como gênero, raça, cultura e participação política de grupos tradicionalmente excluídos das narrativas históricas.

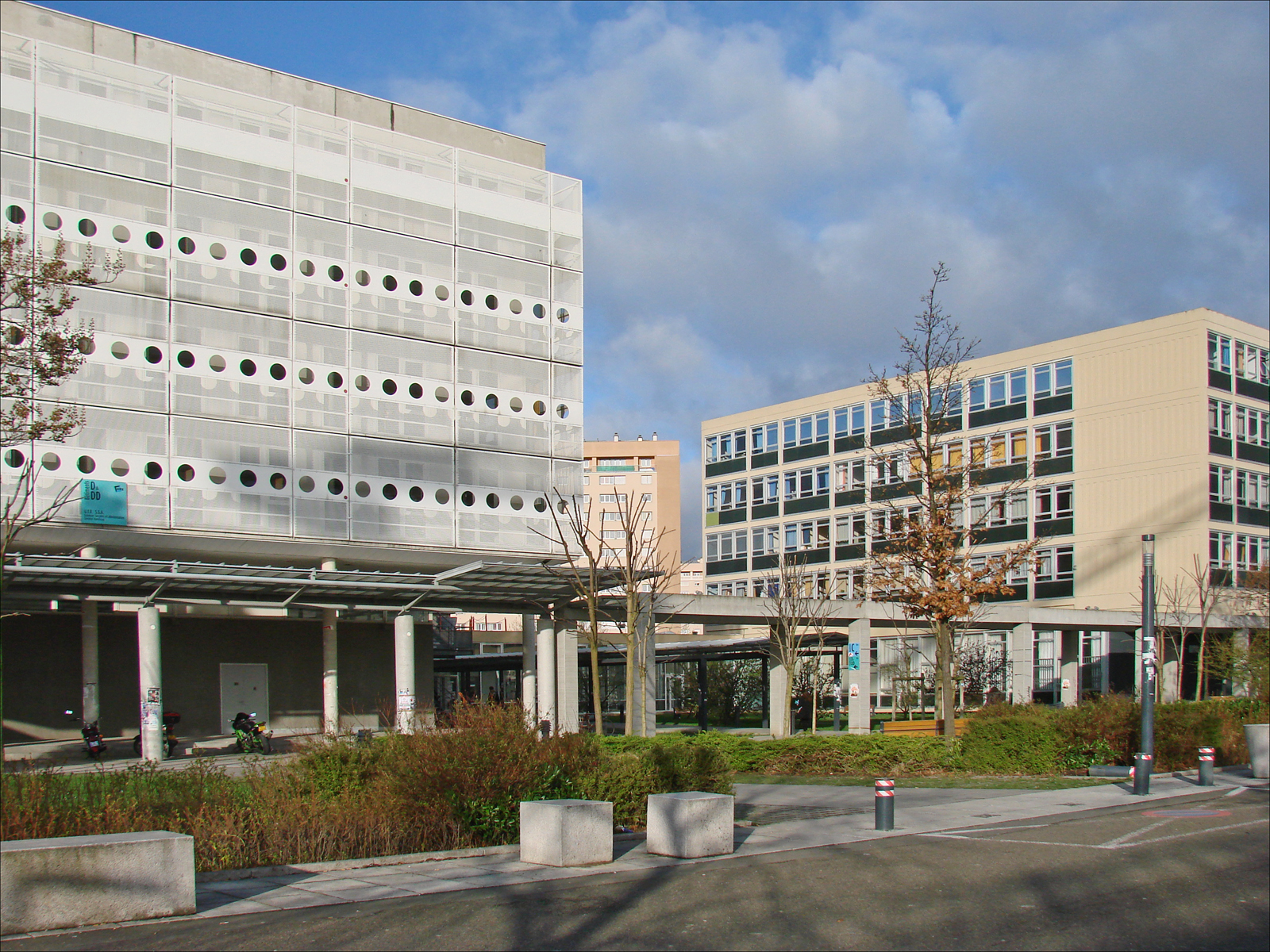
Esta é a Universidade Paris Nanterre, local onde René Rémond atuou como pesquisador e organizou "Por uma história política", icônica obra onde defende as bases metodológicas da nova história política.

Na historiografia francesa, a nova história política surge na década de 1970, também como uma resposta às limitações da história política tradicional. Essa nova abordagem incorporou métodos mais abrangentes que considerava não somente as instituições políticas, mas também os aspectos sociais, as relações de poder, as ideologias e as práticas políticas em diferentes contextos. A relação entre a nova história política e a Escola dos Annales é imbricada e complexa. Os historiadores ligados à Escola dos Annales eram críticos à história política tradicional, que consideravam factual e descritiva, portanto havia desconfiança quanto aos novos estudos no campo da política. Todavia, a partir de meados do século XX, o estudo dos fenômenos políticos passou a interessar a historiografia novamente. Historiadores como René Rémond e Jacques Julliard, começaram a explorar a esfera política de maneiras inovadoras, ampliando suas análises para incluir aspectos culturais, sociais e simbólicos, se empenhando em defender a abordagem da nova história política.
Na Alemanha, observamos o surgimento da nova história política a partir da década de 1960, na mesma conjuntura das demais: a crise da história política tradicional. Nesse contexto, a nova história política passou a se concentrar principalmente em aspectos como ideias, valores, identidades, práticas e estruturas sociais moldavam e eram moldadas pela política. No campo historiográfico da nova história política na Alemanha, Heinz-Gerhard Haupt é considerado um dos principais expoentes com pesquisas relacionadas à violência política e de Estado.
Entre muitas abordagens, a Kulturgesschichte der Politik, ou história cultural da política, ganhou relevância na historiografia alemã entre o fim do século XX e início do século XXI, buscando compreender como as práticas políticas são influenciadas por fatores culturais e como a política, por sua vez, molda a cultura de uma sociedade. Um dos seus principais conceitos é o de política simbólica, reconhecendo que a política não é apenas uma questão de ação prática, mas também de significado simbólico, ou seja, procura-se a compreensão de como os símbolos políticos são utilizados para construir identidades, legitimar o poder, mobilizar as massas e atuar sob a opinião pública.

## História Política Tradicional
O século XIX foi um período de ascensão e consolidação da historiografia dedicado a explicar os fenômenos políticos. Impulsionada por um paradigma predominante no período conhecido como positivismo, a história política tornou a busca pela verdade histórica o seu principal objetivo. A procura pela reconstrução do passado "tal qual ele ocorreu" com base nas fontes documentais foi a tônica da história política neste período. Historiadores proeminentes, como Leopold Von Ranke e Numa Denis Fustel de Coulanges, eram defensores da escrita da história "como ela essencialmente foi", o que marcava essa abordagem pela objetividade.

"A Coroação de Napoleão", pintada por Jacques-Louis David, captura o apogeu do poder político no século XIX. Esta obra imortaliza o momento em que Napoleão Bonaparte é coroado imperador da França em 1804, destacando a influência dos líderes políticos naquele período.

Neste período, essa abordagem também foi marcada pela ênfase em construção de narrativas lineares, descritivas, cronológicas, centradas no Estado e na lógica das elites, nas ações das lideranças políticas e seu enaltecimento. Possuía uma tendência a não se concentrar em aspectos contemporâneos, pois uma de suas características era a necessidade de olhar para o passado distante para alcançar a objetividade por meio do distanciamento temporal. Os eventos políticos eram tratados com ênfase nas decisões e estratégias dos governantes, os quais eram os principais atores presentes nas pesquisas desenvolvidas. Os estadistas, militares e até mesmo líderes religiosos eram frequentemente tratados como figuras heroicas e visionárias, cujas ações eram os verdadeiros motores da história. Esta história política se limitava, portanto, ao relato das crises ministeriais, das mudanças de regime ou de chefe de governo e dos feitos dos "grandes homens".

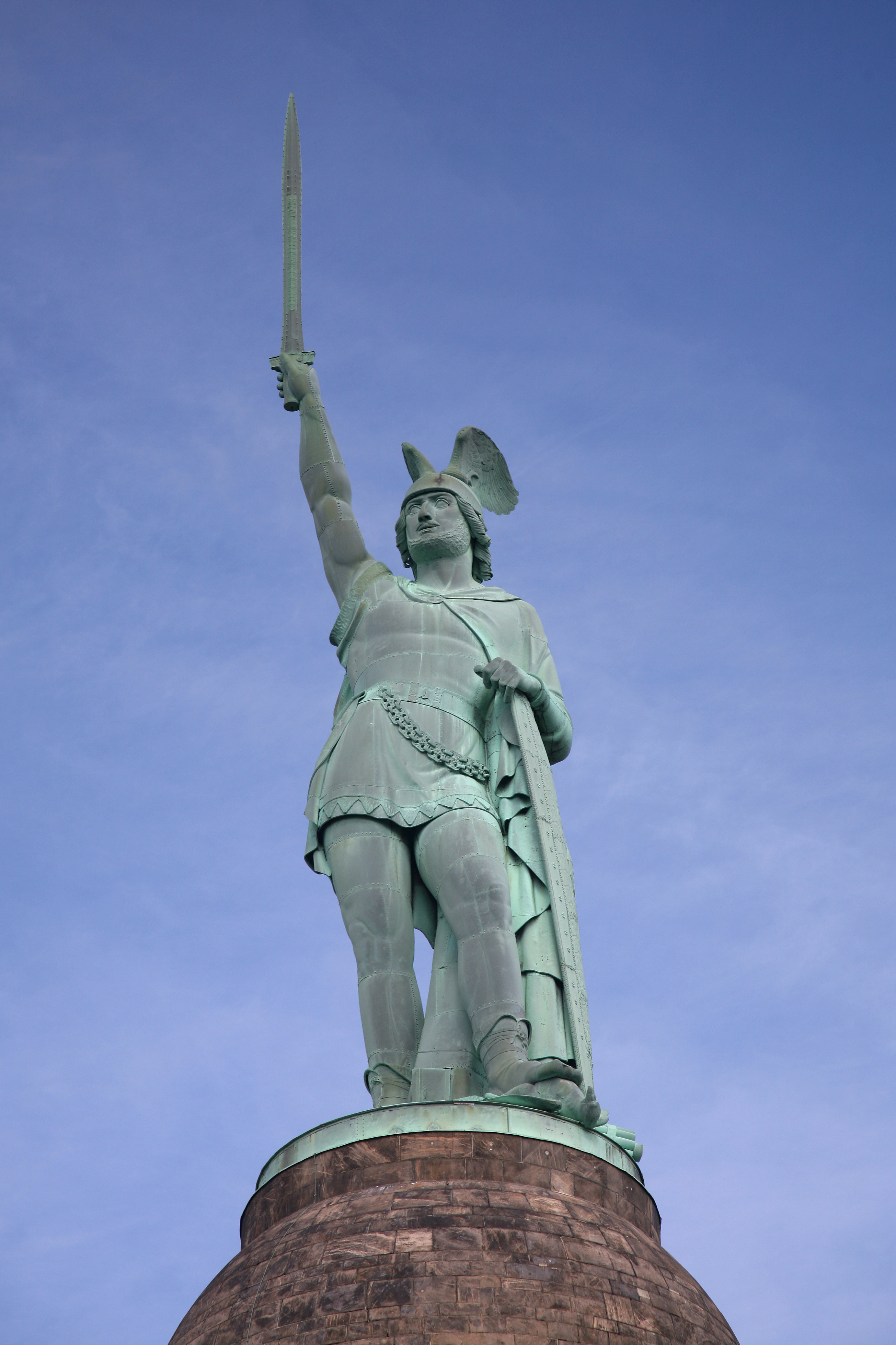
Monumento criado em 1875 em homenagem a Armínio, um comandante germânico que impôs uma dura derrota ao Império Romano na Batalha da floresta de Teutoburgo. Sua imagem foi utilizada na Alemanha do século XIX para inflar o nacionalismo local, construindo a imagem de um líder germânico que unificou o seu povo contra um invasor estrangeiro.

O século XIX igualmente foi marcado pelo surgimento da História como uma ciência autônoma em relação a outras áreas, ou seja, o campo da disciplina ganhou uma série de processos metodológicos que caracterizaram o "jeito correto" de se fazer História como ciência. Nesta mudança o testemunho e a transmissão oral perderam espaço para os vestígios históricos pertencentes ao passado, que habitualmente são chamados de fontes históricas. Portanto, segundo o raciocínio da época, o processo da pesquisa histórica, se construída corretamente, levaria o pesquisador ao rumo da verdade histórica.
É neste momento do nascimento da História como disciplina científica independente que se consolida o uso político dela pelo Estado-nação. Durante o século XIX os países europeus se preocuparam em construir suas origens com a intenção de inflar a onda de nacionalismos que o continente vivia, sendo assim, os historiadores se tornaram "servos da nação" e lideraram um processo que punha a ciência a serviço do Estado. As nações europeias usavam da História para criar uma narrativa linear sobre a origem comum de seus cidadãos, procedimentos que visavam estabelecer um sentimento de pertencimento a nação baseado em uma construção histórica. Desde modo, vários países romantizaram suas origens em um passado longínquo, incentivando nacionalismos exacerbados e, ao mesmo tempo, legitimando suas próprias existências e intenções expansionistas. Este clima vai dominar o cenário do continente por décadas, gerando rivalidades entre os países e influenciando tanto no imperialismo europeu do século XIX quanto no desencadeamento da Primeira Guerra Mundial.
No entanto, essa abordagem historiográfica manteve-se com grande relevância até as primeiras décadas do século XX. Contudo, começou a enfrentar críticas substanciais devido à natureza elitista, reducionista e superficial em relação aos temas que buscava investigar. Importantes historiadores do período, como Marc Bloch, Lucien Febvre e E.H. Carr, foram alguns dos críticos proeminentes desse paradigma, destacando que essa maneira "tradicional" de abordar a história negligenciava as complexidades da sociedade e limitava-se a uma visão estreita, centrada principalmente nas ações de líderes políticos e eventos de grande magnitude. Além disso, ao focar excessivamente nas figuras proeminentes e nas decisões políticas, essa abordagem deixava de lado as demais nuances e conexões que constituem a sociedade como um todo.

## A Escola dos Annales e a mudança de paradigma
No decorrer do século XX, a história política passou por significativas transformações, afastando-se de uma exclusiva concentração no Estado, suas lideranças e eventos bélicos. Essas mudanças marcaram o surgimento de uma nova abordagem histórica neste campo da historiografia, focada nas diversas formas de poder, incluindo o simbólico.

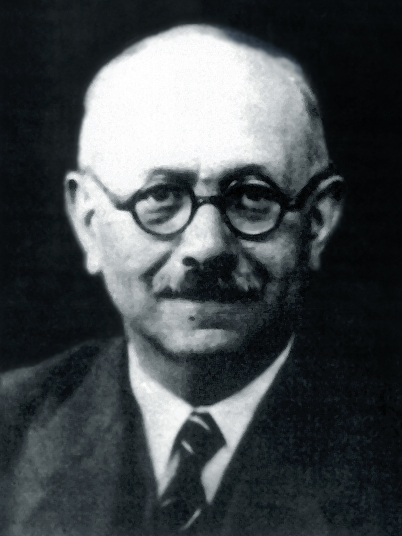
Marc Bloch (1886-1944). Foi um historiador francês. Célebre por ter sido um dos fundadores da Escola dos Annales.

A Escola dos Annales desempenhou um importante papel nessa transformação. Ao criticar a abordagem tradicional da História Política, introduziu os conceitos de "longa duração" e promoveu a interdisciplinaridade ao dialogar com campos como a Geografia, Economia, Psicologia e Antropologia. Ela se preocupou em romper com a relação que a História e os historiadores tinham com os Estados. Estes não mais serviriam a uma causa nacional, mas sim, a uma nova maneira de se pensar a pesquisa histórica. Deste modo, as abordagens que eram comuns durante o século XIX e início do XX, tais como: a historia dos líderes políticos, das grandes batalhas e da formação da nação, caíram em desuso. Agora, sob a perspectiva dos Annales as preocupações dos historiadores estavam em outros pontos, como por exemplo: no interesse pelas estruturas profundas da sociedade, na preferência de análises baseadas na longa duração e no olhar mais atento as classes populares. Os historiadores da Escola dos Annales adotaram a abordagem da "história-problema", na qual formularam questões específicas para orientar a escolha de fontes e métodos de análise. Era construída uma nova forma de pensar a disciplina.
Esta verdadeira revolução na História como ciência fez com que o campo da história política caísse em desuso, pois ela ficou estigmatizada por ter sido usada tanto tempo pela causa do Estado, consequentemente, seu prestígio caiu bruscamente a partir das décadas anos de 1920 e 1930, dando assim, espaço para que outros campos surgissem no âmbito da pesquisa histórica. Essa nova abordagem não se limitou ao estudo das instituições estatais, mas também explorou as complexas relações de poder na sociedade. Buscou investigar a participação política, examinar as representações coletivas, analisar as práticas políticas cotidianas e os processos eleitorais, mergulhando na vida dos indivíduos comuns e investigando como a política influencia o seu cotidiano. Assim, a influência da Escola dos Annales na história foi marcada pela introdução de novos métodos e abordagens, expandindo o campo de estudo, permitindo uma compreensão mais profunda e abrangente também dos fenômenos políticos.

## Perspectivas Contemporâneas sobre o Conceito de Poder
Com o surgimento da nova história política, houve uma mudança significativa na forma como a historiografia passou a observar o conceito de poder, pois a história política tradicional tendia a se concentrar nas instituições políticas formais e nas elites governantes, direcionando a análise das estruturas de poder nas ações das lideranças políticas. No entanto, a nova história política ampliou o escopo de análise ao considerar também os aspectos informais do poder e as práticas cotidianas que formam as relações políticas, não focando somente nas instituições e nos indivíduos pertencentes às elites políticas, mas buscando compreender como o poder é exercido, negociado e contestado em todos os níveis da sociedade. Ao perceber o conceito de poder dissociado da atuação de poucos atores sociais, a nova história política adota uma perspectiva mais abrangente e inclusiva, pois destaca a importância a considerar múltiplas vozes na análise dos fenômenos políticos, permitindo uma compreensão mais complexa das dinâmicas que permeiam as relações de poder ao longo do tempo.
Durante o século XX, o processo de transformação da história política contou com a influência do desenvolvimento de novas perspectivas teóricas em campos do conhecimento como ciência política, sociologia, antropologia e linguística, entre outras, não necessariamente ligadas à historiografia, relacionadas ao conceito de poder, aspecto central na nova história política.

### Influência de Antônio Gramsci

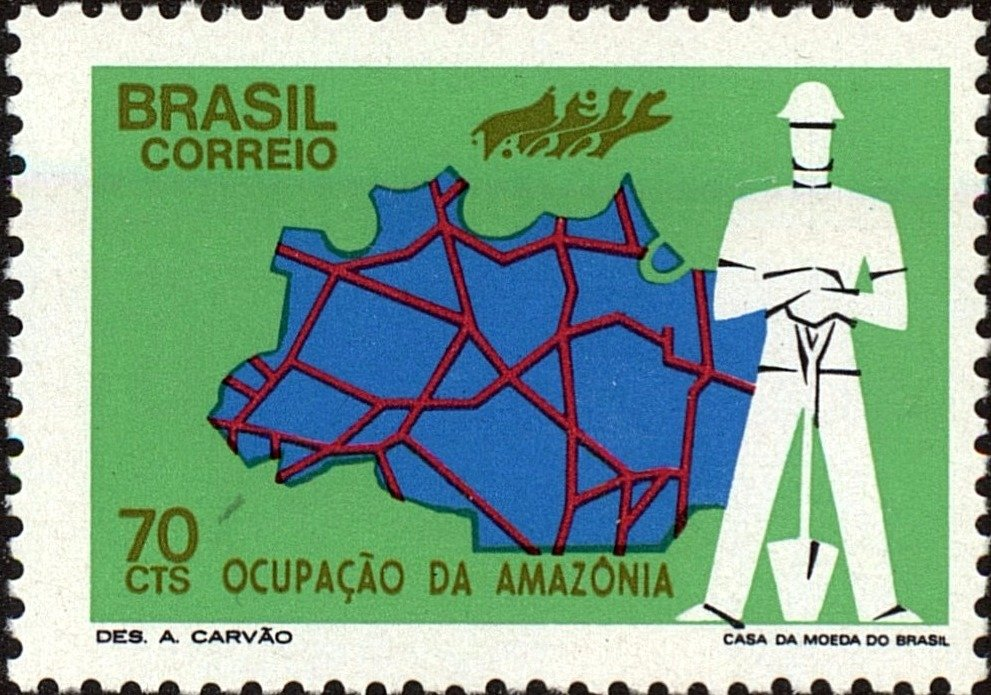
Na década de 1970, o governo brasileiro junto a grande parte de suas elites econômicas, promoveu uma política de exploração e avanço sob o território amazônico sem considerar seus impactos ambientais. Neste selo postal, podemos observar um instrumento de publicidade que trata desse processo e ilustra como a hegemonia promove interesses das elites políticas e econômicas.

Antônio Gramsci aborda o conceito de poder de forma ampla e heterogênea. Em sua teoria, o poder não se limita apenas à coerção por meio da violência, mas também está enraizado na cultura, nas ideias e nas relações sociais, argumentando que o poder é exercido não apenas pelas classes dominantes através do Estado, além disso, o poder é exercido pela construção de um consenso ativo por parte das classes subalternas. Nesse contexto, desenvolve o conceito de hegemonia para explicar como ocorre a dominação de uma classe pela outra. Segundo Gramsci, a hegemonia é alcançada quando as classes dominantes conseguem obter a adesão e consentimento das outras classes sociais, tornando a sua visão de mundo e seus interesses particulares como se fossem os interesses gerais de toda a sociedade.
A teoria de Gramsci influenciou a nova história política ao ampliar o seu escopo de análise, incluindo a cultura, a sociedade civil e os intelectuais como elementos centrais na compreensão das relações de poder e das práticas políticas. A nova história política, influenciada pelas ideias de Gramsci, busca analisar não apenas as instituições políticas formais, mas também os exercícios de poder cotidianos, as relações de dominação e resistência, procurando compreender como diferentes grupos sociais constroem e exercem sua influência política, levando em consideração as dimensões culturais, sociais e ideológicas.

### Influência de Pierre Bourdieu
Outro teórico que trabalha com a lógica de perceber o poder para a além da coerção física é Pierre Bourdieu, que desenvolveu o conceito de violência simbólica para explicar o poder exercido de forma sutil e imperceptível, por meio de símbolos, discursos e práticas culturais. A violência simbólica está relacionada à imposição de valores, normas e crenças que são internalizados pelos indivíduos e que constituem suas percepções e comportamentos. Essa forma de violência ocorre quando os agentes sociais aceitam e reproduzem as estruturas de dominação e desigualdade sem questioná-las, as percebendo como naturais e legítimas, gerando um efeito de ocultamento das relações de dominação nas estruturas sociais.

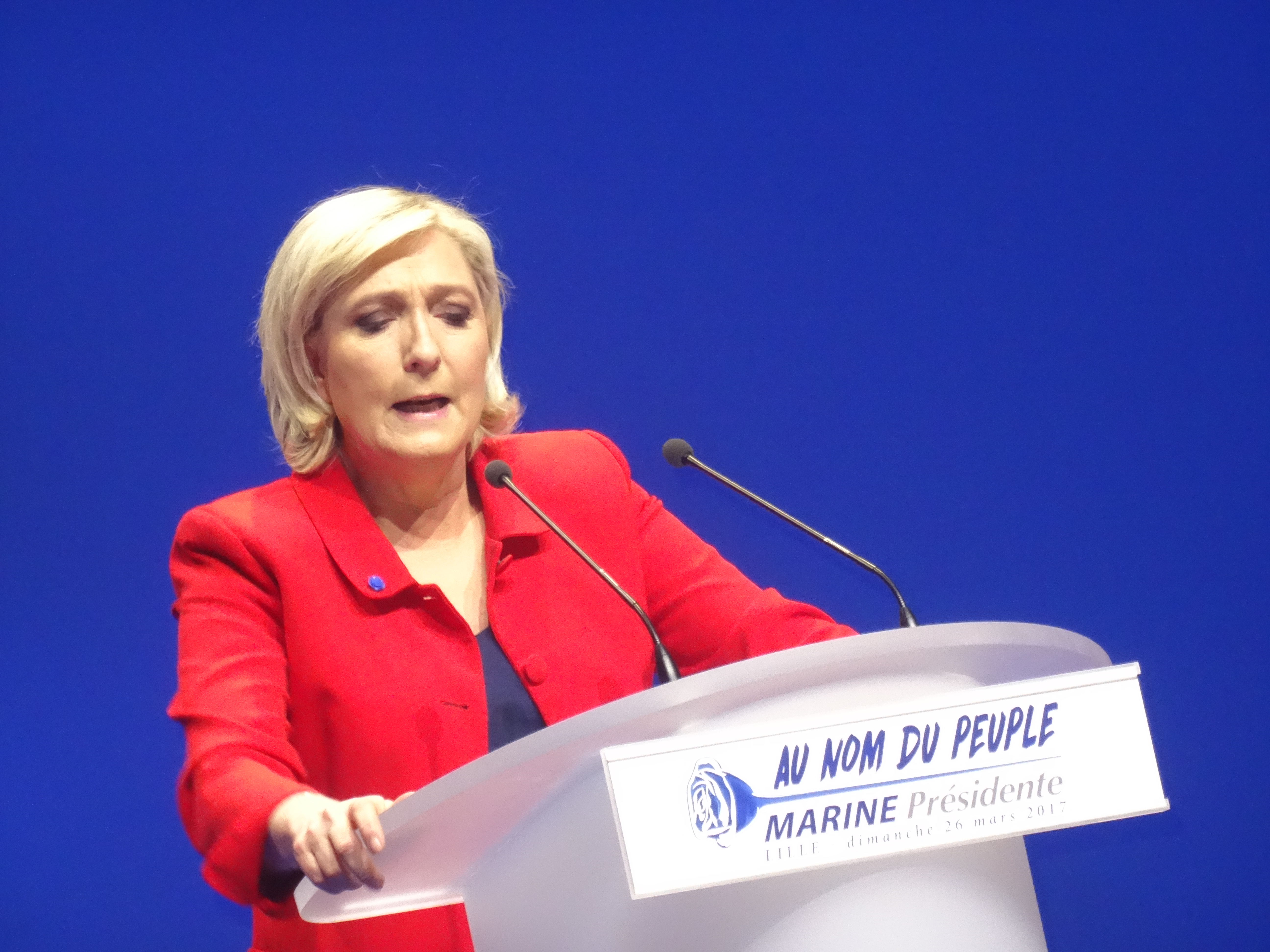
Reunião de Marine Le Pen para as eleições presidenciais na França em 26 de março de 2017 no Lille Grand Palais. As declarações de Marine Le Pen, estigmatizando imigrantes e mulçumanos, perpetuando estereótipos negativos, podem ser considerados exemplos da utilização do discurso político como ferramenta de exercício de violência simbólica contra esses grupos sociais. Por meio de sua retórica, Le Pen exerce uma forma de controle e dominação, utilizando símbolos e a linguagem para reforçar as hierarquias sociais. Suas palavras contribuem para a divisão e polarização na sociedade, incentivando uma cultura de exclusão.

O conceito de violência simbólica desenvolvido por Bourdieu contribui para a nova história política ao enfatizar a importância de observarmos as disputas simbólicas nas dinâmicas de poder na sociedade, destacando que as classes dominantes não detêm apenas o poder econômico, mas também possuem um capital simbólico que lhes permite impor sua visão de mundo e legitimar sua posição de dominação, ampliando assim o escopo de objetos de estudo.

### Influência de Michel Foucault
A partir de década de 1950, Michel Foucault passou a trabalhar com o conceito de poder intrinsicamente ligado ao discurso, argumentando que o poder não é apenas uma relação de dominação exercida por instituições ou indivíduos, mas também é produzido e mantido por meio do discurso. Segundo Foucault, o discurso não é simplesmente uma reprodução da realidade, além disso, é uma forma de exercício de poder que constitui e controla a maneira como as pessoas pensam, agem e se relacionam. O poder atua por meio do discurso ao estabelecer valores, normas, crenças e representações que são internalizadas pelas pessoas e reproduzidas de forma socialmente aceita. Assim, há uma legitimação do poder ao criar e impor certas formas de conhecimentos e verdade, excluindo e silenciando outras perspectivas e vozes.
Por meio da análise do discurso, Foucault influenciou profundamente a historiografia no século XX e por consequência, a nova história política ao incluir uma visão holística e detalhada das relações de poder na sociedade, ampliando inclusive as fontes utilizadas pela historiografia, desde anotações médicas a documentos que registram o cotidiano, relatos de experiência, registros de prisões, entre outras fontes. Foucault inclui no espectro de análise da historiografia a experiência de atores sociais historicamente marginalizados em campos de atuação pouco observados como o âmbito familiar, as relações de parentesco, a sexualidade e a própria comunicação por meio da linguagem. 

## Campos de Estudo da Nova História Política

### Os intelectuais

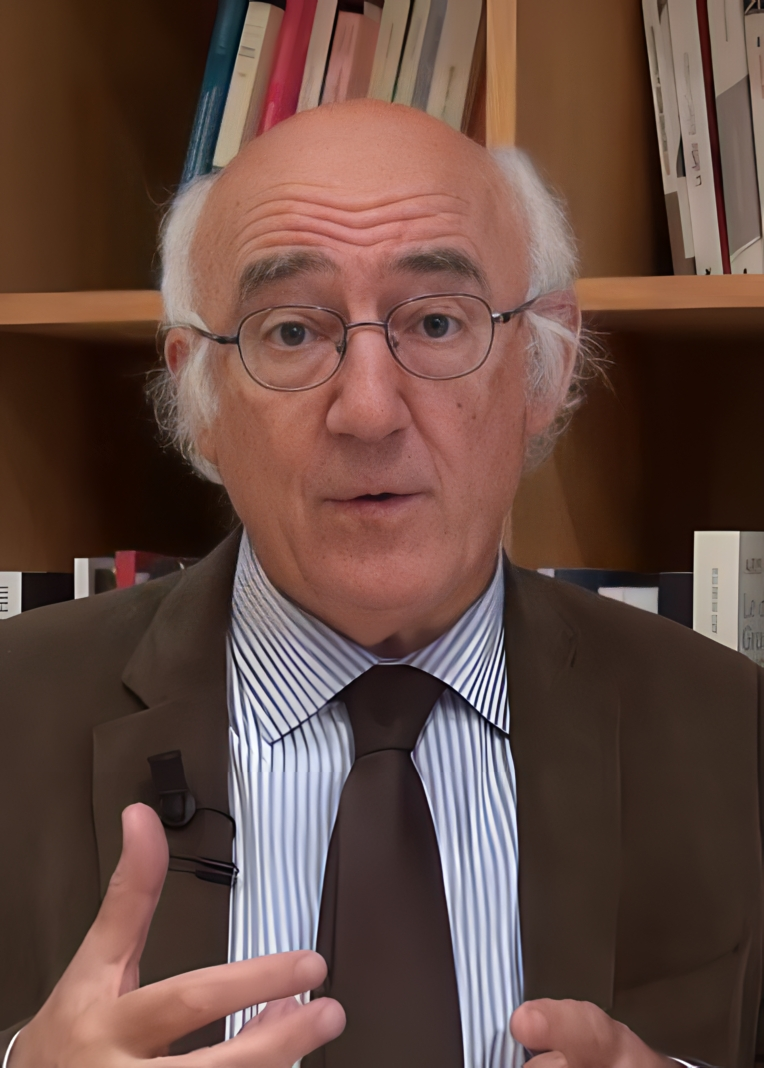
Jean-François Sirinelli (1949). É um professor do Instituto de Estudos Políticos de Paris. Atualmente, é um dos mais marcantes nomes quando nos referimos aos estudos sobre intelectuais pelo prisma da Nova História Política.

Com o surgimento da Escolas dos Annales e de todas as suas novas abordagens sobre a pesquisa histórica, os estudos sobre os intelectuais entraram em declínio por dois principais motivos. O primeiro faz referência a historiografia de meados do século XX, que era entusiasta das massas, já os intelectuais formavam um grupo de número reduzido. O segundo motivo gira em torno do fato de que este grupo, geralmente, faz parte das camadas mais altas da sociedade, visto que o acesso a uma educação de qualidade era um elemento quase de exclusivo das classes sociais mais altas. Isso muda quando, a partir da segunda metade do século XX, os intelectuais cresceram muito em termos numéricos, além disso, uma série de historiadores se interessaram para responder as seguintes perguntas: os intelectuais influem na vida das pessoas? Qual o impacto deles na nossa sociedade? Este impacto é positivo ou negativo? Estas perguntas são algumas das quais os pesquisadores devem procurar responder quando estudam os intelectuais com base na nova história política .
No entanto, são necessários alguns cuidados metodológicos ao se aplicar esta abordagem historiográfica. A abundância de fontes é um dos fatores, já que intelectuais costumam escrever muito sobre si e sobre seu próprio grupo. O fato de que é penoso escrever um estudo sobre trajetórias que não faça algum tipo de generalização é outro cuidado importante. O pesquisador deve ter em mente que uma grande pluralidade de situações individuais impede que se chegue a explicações globalizantes. É crucial também compreender que intelectuais se definem por uma relação de herança. São herdeiros de determinadas escolas de pensamentos, seja como alguém que continue a tradição de sua escola, seja como alguém que a negue e pregue uma ruptura com ela. Por fim, é necessário salientar que intelectuais não são infalíveis. Não são seres superiores, eles pecam. Os historiadores devem analisá-los pessoas, sujeitos a erros e acertos, garantindo assim um melhor resultado na pesquisa.

### As eleições
Os processos eleitorais são importantes do ponto de vista da nova história política, porquê são expressivos indicativos do comportamento da população no que diz respeito a política de massas. O interesse dos historiadores por eleições precede o surgimento da nova história política. Já na virada do século XIX para o século XX o tema era centro de pesquisas e debates. Nesta época, os principais elementos a serem estudados eram: como as eleições modificavam o equilíbrio de forças e a relação entre maioria e oposição e a composição dos governos. Além do mais, as eleições passaram a ser interpretadas como um fator revelador da opinião pública. Porém, nesta fase, as pesquisas feitas por historiadores cada vez mais se confundiam com estudos sobre geografia eleitoral, ou seja, existia um foco muito grande, as vezes quase exclusivo, em observar as singularidades regionais e suas orientações ao longo de processos eleitorais. Assim, os pesquisadores ficavam presos em analisar como uma determinada região reagia a determinadas posições políticas, ou até mesmo analisar processos de ruptura e continuidade em posições políticas de diferentes regiões. 

O então candidato a Presidência da República, Jânio Quadros, fazendo um discurso durante as eleições presidenciais de 1960. Campanhas eleitorais são importantes movimentos de massa estudados pela nova história política.

Ao englobar o estudo sobre as eleições em seu campo de interesses, a nova história política propôs novas abordagens, modificando assim, a maneira sobre como se estudava este mesmo tópico em tempos passados. Neste quesito, ela se preocupa com uma série de maneiras de se encarar um processo eleitoral. Por exemplo, os historiadores passam a ver eleições como uma fonte de dados estatísticos, usando estes números para formular e aprimorar teses sobre a cultura política local. A perspectiva de longa duração também é utilizada, pois não são poucos os exemplos de países que realizam eleições há pelo menos várias décadas. Utilizar destes dados para construir pesquisas sobre o comportamento político das populações ao longo dos anos é de interesse da nova história política . Vale também destacar que esta é uma área em que se pode construir uma interdisciplinaridade interessante, campos como a sociologia, a ciência política, a linguística e estatística, que combinam várias abordagens têm o potencial de enriquecer a pesquisa. Por fim, cabe destacar que as campanhas eleitorais também foram incluídas no grupo de possíveis fatos a serem estudados dentro deste campo, porquê ela é parte essencial 0de uma eleição, é por meio dela que os grupos políticos botam suas estratégias em prática e por meio dela se modifica a cada dia a correlação de forças entre os lados que estão em conflito em um processo eleitoral .
A nova história política nos propõe que, o estudo histórico do comportamento eleitoral abre possibilidades amplas para o entendimento da cultura política de determinada sociedade. Realizar uma pesquisa que interprete processos eleitorais, em uma perspectiva de longa duração, pode trazer resultados positivos em termos de compreensão e explicação dos comportamentos políticos das massas ao decorrer do tempo. Neste processo, observar permanências e rupturas podem ajudar a entender melhor a mobilidade dos comportamentos individuais dos eleitores e, consequentemente, entender porque um mesmo eleitor pode em uma eleição votar na direita e na outra votar na esquerda. Para compreende melhor o caso  do comportamento eleitoral a pesquisa com enfoque na nova história política também deve dar atenção às circunstâncias e motivações que levam o eleitor ter este comportamento durante diferentes processos eleitorais. Por fim, estudar essa mobilidade eleitoral serve também para compreensão de outro elemento muito ligado à nova história política: a formação de partidos políticos.

### Partidos políticos
Os estudos sobre as agremiações partidárias, durante a primeira metade do século XX, sofriam de um certo descrédito por parte dos historiadores em geral, em grande medida por estarem associados à história política tradicional. Estes estudos focavam na tentativa de reconstruir com exatidão a vida dos partidos: nascimento, acidentes históricos, congressos, lutas internas e posicionamentos em relação aos grandes acontecimentos históricos de suas respectivas realidades. Essas pesquisas resultavam na construção de uma história linear, fazendo que as críticas a um tipo de história que focava apenas em grandes acontecimentos ou personagens marcantes as atingissem.
É considerado um partido pela nova história política qualquer organização hierarquizada e rede permanente de relações entre uma direção nacional e estruturas locais; a aspiração ao exercício do poder, que exige um projeto amplo que seja interessante para toda uma nação e a vontade de buscar apoio da população. É a soma destes quatro pontos que caracteriza a existência de um partido político.
A partir do momento em que a nova história política abraça os estudos dos partidos políticos eles passam a ser considerados, antes de tudo, locais de mediação política, ou seja, ambientes em que o indivíduo se associa a outras pessoas que têm as mesmas aspirações e necessidades no âmbito político. A partir daí, em conjunto, este grupo de pessoas vai lutar por suas pautas comuns, que variam de acordo com o tipo de partido. Por exemplo, um partido formado por classes operárias tende a ter uma postura ativa em pautas como: melhores condições de trabalho, melhores salários, jornadas de trabalho menores, além de outras pautas relacionadas com trabalhadores.

O partido Alternativa para a Alemanha (AfD) foi fundado em 2013 na cidade de Berlim. Com orientação de extrema-direita, o partido tem entre suas pautas uma menor integração com do país com o resto da Europa e uma política contrária a imigração.

Ao estudar partidos, o historiador da nova história política deve se atentar ao conflito de gerações existentes dentro de cada instituição. É muito comum que, em um mesmo partido, existam pessoas de faixas etárias distintas. Muitas vezes, estes grupos entram em conflito, devido a diferenças de perspectivas próprias de cada geração. Em um partido de esquerda, uma geração que foi formada politicamente antes da queda do Muro de Berlim, em 1989, tende a ter uma postura diferente de gerações que iniciaram na vida política após a queda, por exemplo. Conflitos de gerações também podem resultar em mudanças significativas na orientação ideológica dos partidos. Portanto, ao analisar as fontes e produzir seu trabalho, é dever do historiador estar atento em como as diferentes gerações presentes em um partido se relacionam.
Os partidos políticos são entendidos na nova história política como representantes ideológicos do contexto no qual estão inseridos. Em outras palavras, a orientação ideológica predominante em determinada sociedade vai refletir diretamente no crescimento e desenvolvimento do partido. Portanto, estas instituições podem servir como ponto de socialização entre pessoas próximas ideologicamente falando. Tomando o exemplo da Alemanha, na última década, devido principalmente ao alto número de imigrantes e a ascensão de um forte nacionalismo, a extrema-direita cresceu de forma considerável. Podemos perceber o movimento pela formação de um partido que representasse esta ideologia. O Alternativa para a Alemanha foi fundado em 2013, e desde então se tornou um importante ator no cenário político daquele país. O fato se torna mais interessante para estudos da nova história política porquê representa o primeiro partido desta orientação no país desde o Partido Nazista. Logo, pela lógica da nova história política, temos a conclusão que a constante mudança de posição ideológica da população alemã ao longo dos anos resultou na formação de um ponto de representatividade e sociabilidade política: um partido de extrema-direita.

#### Desempenho do partido Alternativa para a Alemanha nas eleições legislativas
| Data | Líder        | M. Uninominal | M. Uninominal | M. Uninominal | M. Uninominal | M. Proporcional | M. Proporcional | M. Proporcional | M. Proporcional | Deputados | +/- | Status            |
| Data | Líder        | CI.           | Votos         | %             | +/-           | CI.             | Votos           | %               | +/-             | Deputados | +/- | Status            |
| ---- | ------------ | ------------- | ------------- | ------------- | ------------- | --------------- | --------------- | --------------- | --------------- | --------- | --- | ----------------- |
| 2013 | Bernd Lucke  | 8.º           | 810 915       | 1,9 / 100,0   |               | 7.º             | 2 056 985       | 4,7 / 100,0     |                 | 0 / 631   |     | Extra-parlamentar |
| 2017 | Alice Weidel | 3.º           | 5 316 095     | 11,5 / 100,0  | 9,6           | 3.º             | 5 877 094       | 12,6 / 100,0    | 7,9             | 94 / 709  | 94  | Oposição          |
| 2021 | Alice Weidel | 4.º           | 4 695 611     | 10,1 / 100,0  | 1,4           | 5.º             | 4 803 902       | 10,3 / 100,0    | 2,3             | 83 / 736  | 11  | Oposição          |

##### Desempenho do partido Alternativa para a Alemanha nas eleições europeias
| Data | CI. | Votos     | %            | +/- | Deputados | +/- |
| ---- | --- | --------- | ------------ | --- | --------- | --- |
| 2014 | 5.º | 2 065 162 | 7,0 / 100,0  |     | 7 / 96    |     |
| 2019 | 4.º | 4 103 453 | 11,0 / 100,0 | 4,0 | 11 / 96   | 4   |

### Opinião pública
Segundo a nova história política, é necessário estudar a opinião pública porquê a história não se traduz apenas em saber como os acontecimentos ocorreram, mas também como foram percebidos. Ao ir em busca deste elemento, o pesquisador torna o seu trabalho muito mais completo. Vale destacar igualmente que, a opinião pública, se integra no processo histórico, principalmente na nova história política. Se a história é a explicação e compreensão do passado, não existe explicação e compreensão completas sem que seja esclarecido o papel desempenhado pela opinião pública nos acontecimentos históricos.
Alguns intelectuais que pensam a opinião pública como campo de estudos, como o alemão Wilhelm Bauer, dividem ela em duas formas diferentes. A primeira é chamada de opinião pública "estática". Ela se forma como resultado das tradições e das estruturas da sociedade, formando um sistema social próprio de ideias e constituindo, inclusive, uma moral. A segunda forma é a "dinâmica", ela se dá pela reação da opinião pública durante um acontecimento, de qualquer origem, como uma guerra, uma revolução ou até mesmo uma eleição. A história da opinião pública, segundo a nova história política, foca mais no segundo caso. É uma história atenta ao tempo breve, à reação imediata do indivíduo e das massas em um momento delimitado.

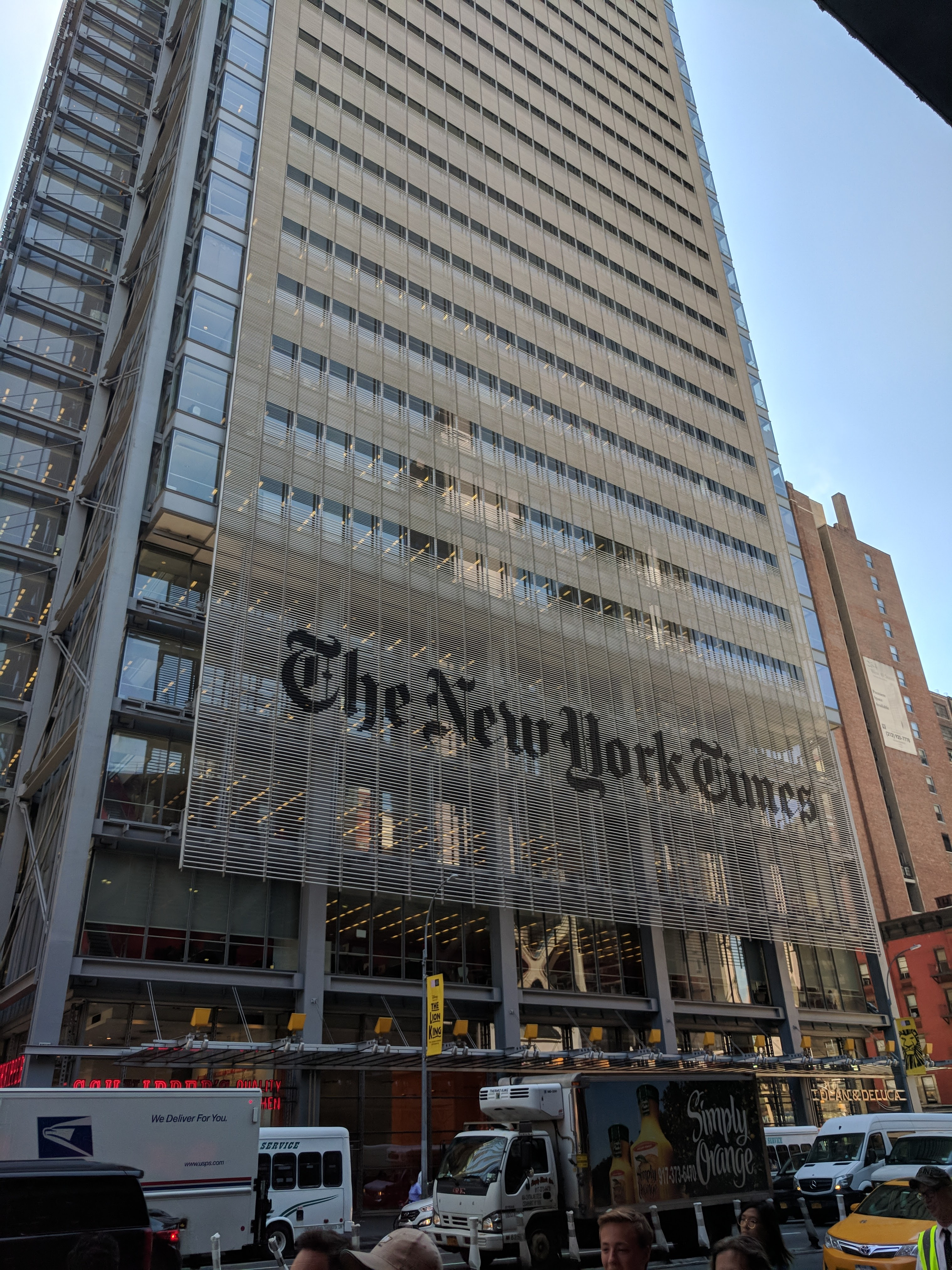
O The New York Times é um jornal americano fundado no ano de 1852 na cidade de Nova York. Ganhador de inúmeros prêmios Pulitzer, é amplamente conhecido como um símbolo da liberdade de imprensa nos Estados Unidos da América.

Ao se deparar com o tema, os historiadores da nova história política, segundo Jean-Jacques Becker, não devem aceitar pressupostos que generalizem a opinião pública. Não há e nem nunca existiu apenas uma tendência ou inclinação. Por isso, o pesquisador tem que ser muito cuidadoso ao afirmar que a opinião pública de determinado lugar defende isso ou aquilo. Na maioria dos casos, ela é diversa e plural. Por isso, além da abordagem quantitativa, abordagens qualitativas também devem ser construídas. Outra questão delicada para o tema é o fato de alguns setores dos círculos acadêmicos afirmarem que a opinião pública não é nada mais que o resultado de uma fabricação: uma manipulação para provocar, de maneira artificial, uma reação da opinião pública perante uma notícia falsa. Claro que, ao longo do tempo, existiram inúmeros casos como este, porém, não é fácil determinar a sua eficácia. Ao saber disso, o pesquisador da nova história política precisa ter em mente que a opinião pública é construída por um leque complexo de fatores, não devemos encarar ela como simples fruto de uma manipulação, mas, ao mesmo tempo, não se deve ignorar que, tentativas de fabricação de opinião pública foram empregadas com fins políticos.
A imprensa tem uma posição de protagonismo nos estudos sobre opinião pública. Porém, é importante destacar que ela só tem um papel de destaque na área quando o seu país tem uma política de imprensa livre, pois onde a imprensa é livre, todos os aspectos da opinião pública têm chance de repercutir nos meios de comunicação. Quanto mais livre é a imprensa em determinado país, mais diversificado é o seu conteúdo. Ao cobrir reuniões políticas, apurar os participantes dela, trazer relatos de manifestações ou greves relacionados a reunião, ela também é produtora de informações, que podem fornecer elementos da opinião pública local. Segundo Jean-Jacques Becker, o trabalho se torna consideravelmente mais difícil quando o historiador deseja estudar um país que tem a imprensa censurada pelo governo. Neste caso, a fonte fundamental seria o testemunho da época, escrito no momento do acontecimento. Este pode ser um relatório das autoridades administrativas, políticas ou diplomáticas, cartas, ou até diários. Além disso, são considerados testemunhos os resultados eleitorais, que são fundamentais para avaliar qualitativa e quantitativamente a opinião pública sobre vários temas referentes à orientação ideológica de seus candidatos.

### A mídia
Ao pesquisar sobre os meios de comunicação, o historiador da nova história política deve ter em mente que são grandes as dificuldades, principalmente no acesso aos acervos. A diversidade extrema dos objetos de estudo e sua dispersão podem atrapalhar o andamento da pesquisa. Além do mais, muitas vezes as arquivos das empresas são mal organizados e mal preservados. Quando falamos sobre a mídia audiovisual, as dificuldades sobre consulta e conservação ainda pioram, pois muitas empresas simplesmente negam o acesso ao pesquisador.

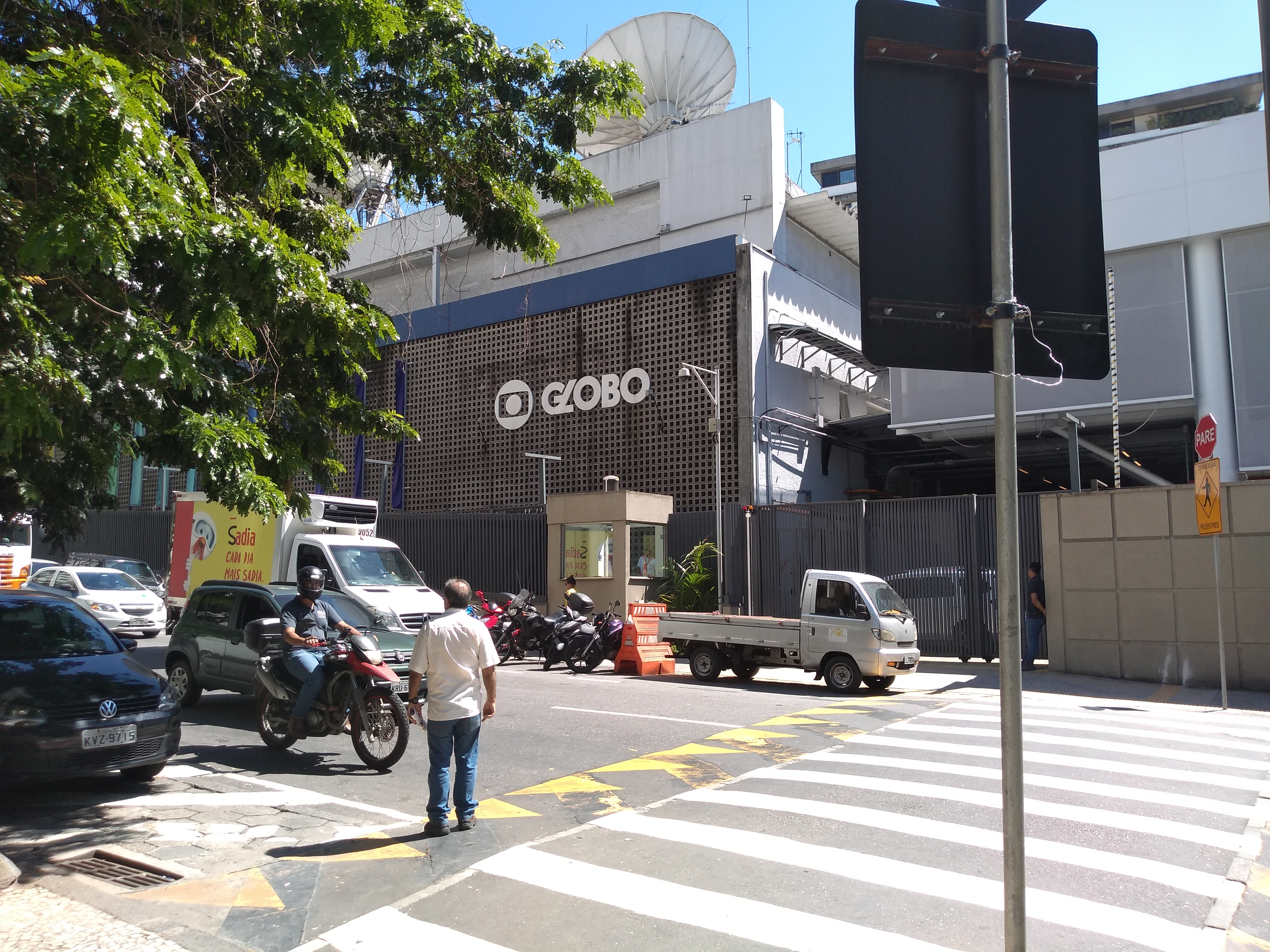
A Rede Globo foi fundada pelo jornalista Roberto Marinho em 1965. Sua criação e desenvolvimento possuem uma forte ligação com a ditadura militar brasileira. Além disso, seus níveis de audiência faziam com que ela tivesse um forte impacto na opinião pública brasileira, principalmente no campo de suas telenovelas.

No estudo sobre a mídia pelas lentes da nova história política, o principal questionamento que deve ser feito, segundo Jean-Noel Jeanneney, para se construir um bom trabalho é: qual é a influência da mídia sobre a opinião pública e quais são os meios que o Estado e os demais grupos de pressão dispõem para coagir a imprensa e, através dela, a opinião pública? Existe uma tendência em achar que o poder da mídia é absoluto, ou seja, que ela faz o que bem entender com a opinião pública. Para Jean-Noel Jeanneney, devemos ter cuidado com essa premissa, muitas vezes, a influência que determinadas campanhas midiáticas exercem na opinião pública é mínima, ou até mesmo de efeito contrário. Portanto, o historiador deve evitar tais tipo de generalização. Por maior que seja o veículo de comunicação, não quer dizer que ele detém o poder total de manipulação da opinião pública e possa fazer com ela o que bem entender, ao mesmo tempo, certamente ele exerce algum grau de influência. Determinar e apontar o tamanho de tal influência são tarefas de um pesquisador que trabalha com a nova história política.
Existem igualmente outros preceitos dentro do campo. Um deles é investigar o financiamento que os veículos recebem, ou seja, quem os patrocina? Com qual intenção? Ao identificar os financiadores, o historiador pode ter uma visão bem mais ampla sobre como a linha editorial do veículo se comporta. Com esse olhar, ele também consegue justificar mudanças dentro da próprio comportamento do jornal sobre temas sensíveis à sociedade na qual ele está inserido. Outra abordagem pertinente à nova história política consiste em ver, em casos precisos, como funcionam o nascimento, vida e morte dos programas, nomeação e afastamento de diretores e outros elementos que ajudam a revelar o alicerce de determinada mídia. Também é importante entender que, por vezes, a opinião pública pode exercer pressão na mídia, fazendo que ocorram mudanças substanciais no veículos. Por fim, é importante destacar que estudos sobre os meios de comunicação devem enriquecer-se com estudos sobre a socialização dos homens e da formação de suas opiniões ao longo de suas trajetórias, pois, estudos sobre a mídia e a opinião pública estão fortemente ligados, um alimentado e enriquecendo o outro.

## Lista de autores mais importantes
- Ciro Flamarion Cardoso,  Brasil, professor e historiador: Novos Domínios da História (Rio de Janeiro: Elsevier.2012).
- Edward Hallett Carr,  Inglaterra, historiador, jornalista e teórico das relações internacionais: Que é História? (Rio de Janeiro: Paz e Terra. 1984).
- Heinz-Gerhard Haupt,  Alemanha, professor e historiador: Nationalismus und Demokratie. Zur Geschichte der Bourgeoisie im Frankreich der Restauration (Frankfurt: Athenäum. Fischer. 1974).
- Jacques Julliard,  França, historiador, colunista, ensaísta e líder sindical.: Les Gauches françaises. 1762-2012 : histoire, politique et imaginaire (Paris: Flammarion. 2013).
- Jeffrey L. Pasley,  Estados Unidos, professor e historiador: Beyound the Founders: New Approaches to the Political History of the Early American Republic  (University of North Carolina Press. 2004).
- René Rémond,  França, historiador e cientista político: Por uma história política (Rio de Janeiro: Editora FGV. 2003).

### Livros e Capítulos de Livros
- Becker, Jean-Jacques (2003). «A opinião pública». In:  Rémond, René. Por uma história política. Rio de Janeiro: FGV. ISBN 8522504458

- Berstein, Serge (2003). «Os Partidos». In:  Rémond, René. Por uma história política. Rio de Janeiro: FGV. ISBN 8522504458

- Bourdé, G; MARTIN, H (2018). «A renovação da história política». As escolas históricas. Belo Horizonte: Autêntica. pp. 337–360. ISBN 978-85-513-0377-1

- Bourdieu, Pierre (1989). «Sobre o poder simbólico». O Poder Simbólico. Rio de Janeiro: Bertrand Brasil. pp. 7–16. ISBN 9722900145

- Carr, E.H. (1984). «O historiador e seus fatos». Que é História?. Rio de Janeiro: Paz e Terra. pp. 11–29. ISBN 9788577531417

- Cardoso, Ciro Flamarion (2012). «História e poder: uma nova história política?». Novos Domínios da História (PDF). Rio de Janeiro: Elsevier. pp. 37–54. ISBN 9788535248920

- Dumoulin, Olivier (2017). O papel social do historiador. dá cátedra ao tribunal. Belo Horizonte: Autêntica Editora. ISBN 978-85-8217-682-5

- Foucault, Michel (2008). «A descrição dos enunciados». A Arqueologia do Saber (PDF). Rio de Janeiro: Forense Universitária. ISBN 9788521803447

- Gramsci, Antônio (2017).  Carlos Nelson, Coutinho, ed. Cadernos do Cárcere (PDF). v.3 8ª ed. ed. Rio de Janeiro: Civilização Brasileira. ISBN 9788520013410

- Jeanneney, Jean-Noel (2003). «A opinião pública». In:  Rémond, René. Por uma história política. Rio de Janeiro: FGV. ISBN 8522504458

- Mendonça, Sandra Regina de; FONTES, Virgínia (2012). «História e teoria política». Novos Domínios da História (PDF). Rio de Janeiro: Elsevier. pp. 55–70. ISBN 9788535248920

- Rousso, Hery (2016). A última catástrofe. a história, o presente, o contemporâneo. Rio de Janeiro: FGV Editora. ISBN 978-85-225-1894-4

- Rémond, René (2003). «As Eleições». In:  Rémond, René. Por uma história política. Rio de Janeiro: FGV. ISBN 8522504458

- Sirinelli, Jean François (2003). «Os Intelectuais». In:  Rémond, René. Por uma história política. Rio de Janeiro: FGV. ISBN 8522504458

### Artigos Científicos
- Almeida, Dinoráh Lopes Rubim (2015). «A NARRATIVA DA NOVA HISTÓRIA POLÍTICA: REPRESENTAÇÕES DOS SUBTERRÂNEOS DA HISTORIOGRAFIA». Anais dos Encontros Internacionais UFES/PARIS-EST. ISSN 2237-3616. Consultado em 2 de outubro de 2023

- Barros, José D'Assunção (2008). «História Política - Dos objetos tradicionais ao estudo dos micropoderes, do discurso e do imaginário». Revista Escritas. ISSN 2238-7188. doi:10.20873/vol1n0pp%p. Consultado em 2 de outubro de 2023

- Beneke, Chris (2005). «The New, New Political History». Reviews in American History (em inglês): 314-324. Consultado em 18 de outubro de 2023

- BOGUE, Allan G. (1977). «The New Political History» (PDF). Sage Publications, Inc. American Behavioral Scientist. 21 (2): 201-220. Consultado em 12 de outubro de 2023

- Hernández, Leonora Silvia (12 de março de 2012). «La nueva historia política entre los estudios subalternos y la nueva historia social de las prácticas culturales». Algarrobo-MEL (em espanhol) (1). ISSN 2344-9179. Consultado em 14 de outubro de 2023

- Medeiros, Fabrício Ferreira (2017). «A nova história política». Temporalidades (3): 258–269. ISSN 1984-6150. Consultado em 1 de outubro de 2023

- Mergel, Thomas (22 de outubro de 2012). «Kulturgeschichte der Politik (Version 2.0)». doi:10.14765/zzf.dok.2.267.v2. Consultado em 22 de outubro de 2023

- MOTTA, R.P.S. (23 de julho de 1996). «A história política e o conceito de cultura política» (PDF). X ENCONTRO REGIONAL DE HISTÓRIA DA ANPUH/MG. LPH: Revista de História (6): 92-100. Consultado em 15 de outubro de 2023

- Oliveira, Ione (2009). «História política e historiografia no Brasil República». T.E.X.T.O.S DE H.I.S.T.Ó.R.I.A. Revista do Programa de Pós-graduação em História da UnB. (1/2): 93–107. ISSN 0104-1487. Consultado em 1 de outubro de 2023

### Páginas da Web
- Brückweh, Kerstin (14 de outubro de 2023). «New Approaches to Political History. Writing British and German Contemporary History | H-Soz-Kult. Kommunikation und Fachinformation für die Geschichtswissenschaften | Geschichte im Netz | History in the web». H-Soz-Kult. Kommunikation und Fachinformation für die Geschichtswissenschaften (em alemão). Consultado em 14 de outubro de 2023